# Judith Juanhuix i Gibert
Judith Juanhuix i Gibert (Girona, 1971) és una investigadora, doctora en física i activista trans catalana.
Es va doctorar en biofísica l'any 2000 per la Universitat Autònoma de Barcelona i treballa en el sincrotró Alba, on és cap de la secció de ciències de la vida i la matèria condensada. Ha publicat multitud d'articles sobre biologia molecular i estructural, química supramolecular i instrumentació científica per a raigs X.
Forma part de l'associació trans Generem!, de la qual n'ha sigut presidenta, i de l'associació de cross-dressing EnFemme. Ha participat activament en la plataforma Trans*forma la Salut, que ha negociat el nou model d'atenció a la salut per a persones trans del Departament de Salut. També s'ha implicat en diverses iniciatives legislatives pel reconeixement dels drets trans, com ara incloure les dones trans en la llei dels drets de les dones a erradicar la violència masclista.
Col·labora amb diversos mitjans de comunicació, tant com a entrevistada com publicant articles d'opinió. L'any 2021, va publicar el llibre Una dona, en el qual explica la seva vida com a dona i tracta temes com la identitat de gènere, la sexualitat i la relació amb la família, la maternitat i la salut. Les entitats LGTBI de Girona li van atorgar el Premi Girona Orgullosa com a reconeixement de les seves aportacions al moviment LGTBI. L'Ajuntament de Sant Quirze, en el marc del Dia Internacional de les Dones, li va concedir el Premi Dona per reconèixer i visibilitzar el treball de les dones en millorar la seva situació.
És mare de dos fills i va sortir de l'armari com a dona trans als quaranta anys.

## Obres destacades
- Una dona.  Ara Llibres, 2021, p. 256. ISBN 9788418928048.[9]